# Kopf-Segge
Die Kopf-Segge (Carex capitata) ist eine Pflanzenart aus der Gattung der Seggen (Carex) innerhalb der Familie der Sauergrasgewächse (Cyperaceae). Sie ist auf der Nordhalbkugel in Eurasien und Nordamerika verbreitet.

## Beschreibung

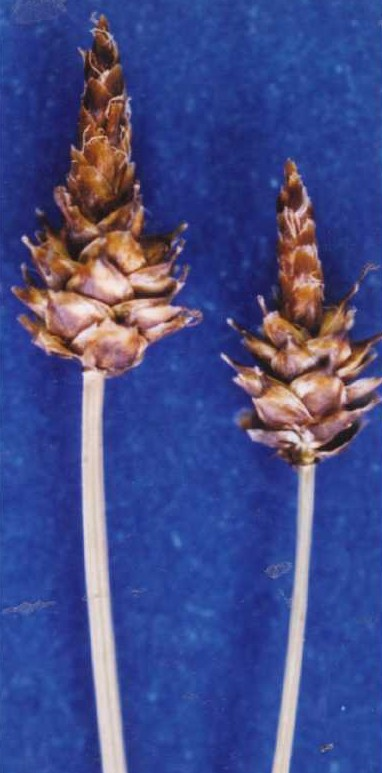
Jeder Fruchtstand umfasst nur ein Ährchen

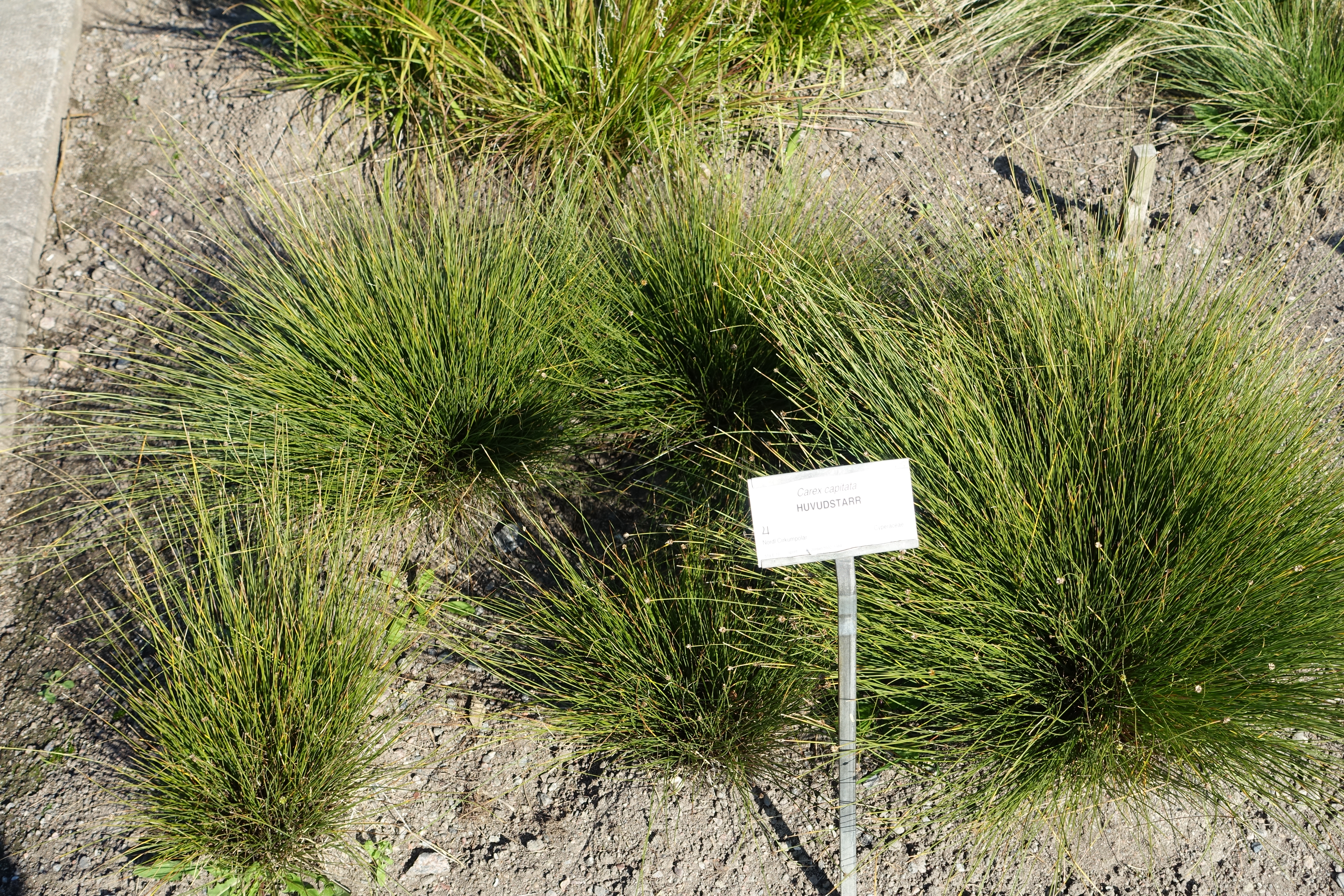
Habitus

### Vegetative Merkmale
Die Kopf-Segge ist eine sommergrüne, ausdauernde krautige Pflanze und erreicht Wuchshöhen von 15 bis 55 Zentimetern. Sie besitzt keine Ausläufer und bildet kleine, feste Horste. Die starr aufrechten Stängel sind dreikantig, etwa 0,8 Millimeter dick, meist länger als die Blätter und unter dem Blütenstand fühlbar rau. Die Blattscheiden sind purpurn und später braun. Die Blattspreiten sind starr aufrecht, borstenförmig, rinnig gefaltet, etwa 0,5 Millimeter breit und an den Rändern rau.

### Generative Merkmale
Die Kopf-Segge ist eine einährige Segge. Das dichtblütige Ährchen ist kugelig mit einer Länge von bis zu 8 Millimetern und einer Breite von 5 Millimetern. Es trägt am Grund nur selten ein bis 8 Millimeter langes Hüllblatt. Die Spelzen der weiblichen Blüten sind eiförmig, stumpf, bis 2 Millimeter lang, etwa 1,5 Millimeter breit, gelbbraun mit weißhäutigen Rändern. Die Spelzen der männlichen Blüten sind schmaler und spitziger. Die Schläuche, zu einer Röhre verwachsene Vorblätter bei den Seggen, sind 2,3 bis 3 Millimeter lang und bis zu 2 Millimeter breit; sie sind länger als die Spelzen. Sie laufen in einen kurzen, 0,5 Millimeter langen, schwarz-roten Schnabel aus. Es sind zwei Narben vorhanden.
Die Chromosomenzahl beträgt 2n = 50.

## Ökologie und Phänologie
Bei der Kopf-Segge handelt es sich um einen Hemikryptophyten. Die Blütezeit reicht von Mai bis Juni. 

## Vorkommen
Carex capitata ist auf der Nordhalbkugel in Eurasien und Nordamerika verbreitet.
In Skandinavien kommt die Kopf-Segge noch bestandsbildend vor. Sie ist in Deutschland und in Frankreich ausgestorben.
In Mitteleuropa muss die Kopf-Segge als Eiszeitrelikt angesehen werden. Sie gedeiht in Gesellschaften der Ordnung Tofieldietalia. 
In Mitteleuropa ist sie schon seit der Jahrhundertwende selten und nur von wenigen Fundorten des Alpenvorlands und aus Tirol und Südtirol bekannt. Die Kopf-Segge wurde außerhalb der Alpen durch Trockenlegen von Mooren vermutlich vernichtet, und sie hat heute vermutlich in Mitteleuropa keinen Dauerwuchsort mehr. In der Roten Liste der gefährdeten Pflanzenarten Deutschlands wurde die Kopf-Segge 1996 als ausgestorben oder verschollen bewertet. Mit Sicherheit sind die Standorte im Bayerischen Alpenvorland und im Bodenseegebiet seit etwa 1950 nicht mehr bestätigt worden. Eventuell gibt es noch Vorkommen bei Nauders im oberen Inntal.
Die Kopf-Segge wächst auf nassen, mäßig sauren, aber nährstoffreichen Untergrund. Sie besiedelt daher vor allem Zwischen- und Flachmoore, sie geht aber auch in Schlenken junger Hochmoore.
Obwohl eine Neuansiedlung unwahrscheinlich ist, darf man sie doch nicht völlig ausschließen, denn ihre Früchte werden durch ziehende Wasservögel ausgebreitet.
Die Zeigerwerte nach Ellenberg sind: Lichtzahl L9 = Volllichtpflanze; Temperaturzahl T4 = Mäßigwärme- bis Kühlezeiger; Kontinentalitätszahl K7 = subkontinental bis kontinental, gemäßigtes Steppen- bis Steppenklima zeigend; Feuchtezahl F8w = Feuchte- bis Nässezeiger; Feuchtewechsel = stark wechselnde Feuchte zeigend, Wechselfeuchtezeiger; Reaktionszahl R7 = Schwachsäure- bis Schwachbasenzeiger; Stickstoffzahl N1 = stickstoffärmste Standorte anzeigend; Salzzahl S0 = nicht salzertragend; Schwermetallresistenz = nicht schwermetallresistent.

## Systematik
Die Erstveröffentlichung von Carex capitata erfolgte 1759 durch Carl von Linné in Systema naturae 10. Auflage, S. 1261.
Die von manchen Autoren als Unterart angesehene Sippe Carex capitata subsp. arctogena (Harry Sm.) Hiitonen wird heute als eigene Art Carex arctogena Harry Sm. angesehen. Sie kommt in Nordeuropa, Ostasien, Nordamerika und in Grönland vor.